# 馮異
馮 異（ふう い、? - 34年）は、後漢の武将。字は公孫（こうそん）。潁川郡父城県（河南省宝豊県）の人（『後漢書』列伝7・本伝）。光武帝の功臣であり、「雲台二十八将」の第7位に序せられる（『後漢書』列伝12）。

## 略歴
| 姓名           | 馮異 |
| 時代           | 新代 - 後漢時代 |
| 生没年         | 生年不詳 - 34年（建武10年） |
| 字・別号       | 公孫（字） |
| 本貫・出身地等 | 豫州潁川郡父城県 |
| 職官           | 潁川郡掾〔新〕→主簿〔更始〕 →偏将軍〔劉秀〕→孟津将軍〔劉秀〕 →征西大将軍〔後漢〕 （後に兼領北地太守事、 領安定太守事、行天水太守事） |
| 爵位・号等     | 応侯〔劉秀〕→陽夏侯〔後漢〕 →陽夏節侯〔没後〕                                                                                        |
| 陣営・所属等   | 王莽→更始帝→光武帝 |
| 家族・一族     | 兄：馮孝 子：馮彰 馮訢 |

王莽のもとで潁川郡掾を務め、父城に拠っていたが、潁川を攻略した劉秀に降った。劉秀は兄の劉縯が宛で更始帝こと劉玄に殺されたため、いったん宛に戻ることとした。劉秀軍が略奪をせず、その人物を非凡とみた馮異は管下の五城とともに劉秀に帰順することを約した。その後、劉玄軍の将で父城を攻める者が前後十数人いたが馮異は守りを固めて下らず、劉秀が再び父城を訪れた際に開城した。このとき同郷の銚期らを推挙した。
劉玄は劉秀に河北攻略の任務を与えようとしていたが、劉玄の諸将が劉秀を警戒してこれに反対していた。馮異は劉玄の左丞相曹竟の子である曹詡にはたらきかけ、劉秀の河北派遣の実現に助力した。劉秀の河北転出に従い、邯鄲で銚期とともに属県を慰撫し、かつ地方官で劉秀の敵味方となる者を密かに判別した。
更始2年（24年）、劉秀の薊県脱出につき従って信都郡に至ると、偏将軍を拝命して王郎軍を討伐し、応侯に封ぜられた。さらに鉄脛と称する農民反乱集団を掃討し、かつ匈奴の于林闟敦王を降した。また、農民反乱集団の掃討を続ける劉秀は馮異を孟津将軍に、寇恂を河内太守に任じ、食糧の潤沢な河内を洛陽の劉玄軍三十万から守らせた。馮異は洛陽の守将の李軼（李通の従弟）を内応させ、また洛陽の周囲の十数県を平らげて十数万人を下し、さらに劉玄麾下の武勃の軍一万余・蘇茂の軍数万・朱鮪の軍数万を破った。

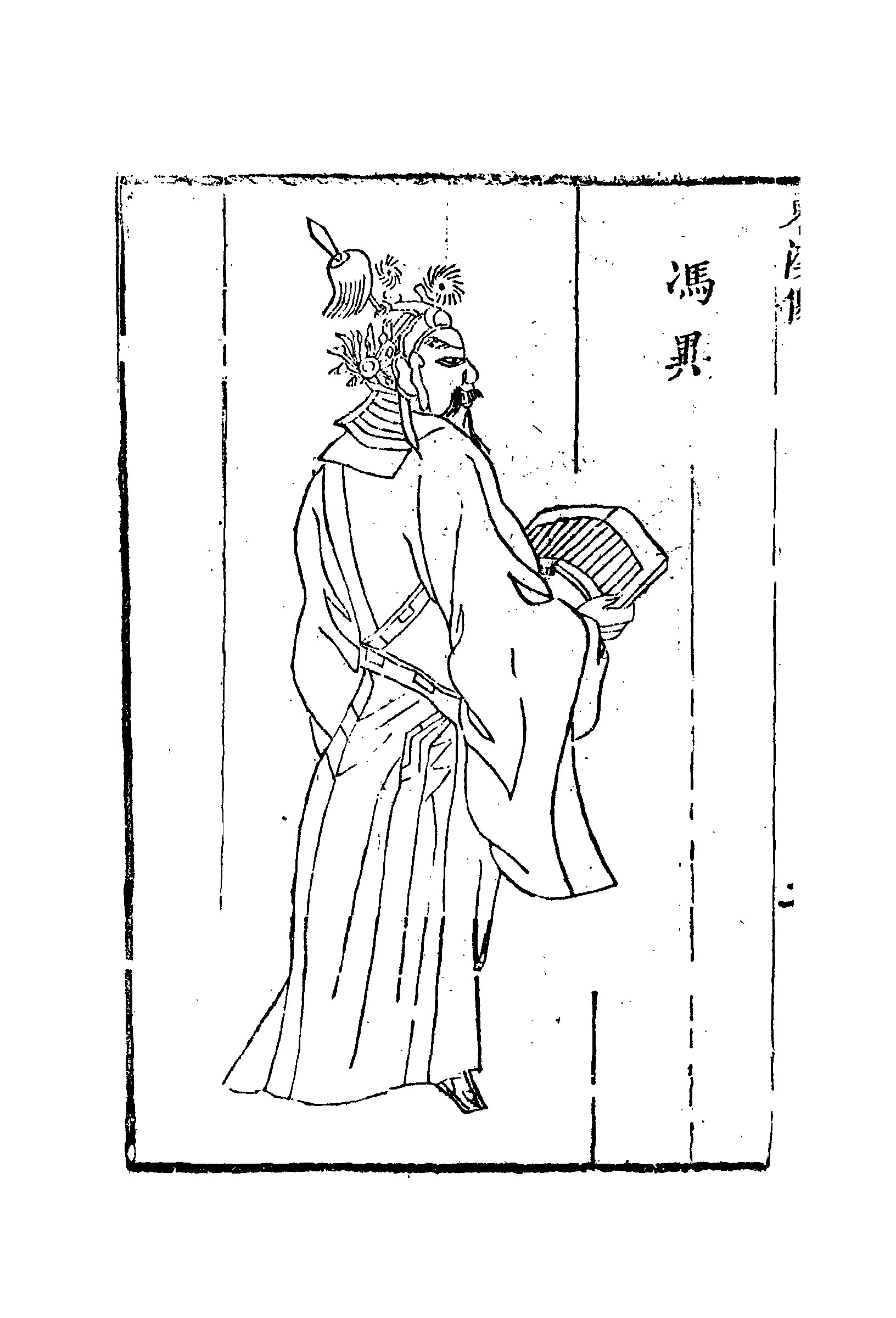
馮異

建武2年（26年）、陽夏侯に封ぜられ、また潁川の陽翟において賊を討った。この頃、赤眉や延岑が三輔に跋扈し、郡県の豪族も兵を擁しており、関中攻略の主将の鄧禹はこれらを平定できなかった。そこで劉秀は馮異を鄧禹と交代させることとした。馮異は弘農の群盗で将軍を自称する者十数人を降した上、華陰で赤眉の将兵五千余人をも降した。
建武3年（27年）、征西大将軍を拝命した。鄧禹と合流した馮異は、黽池に駐屯していた劉秀軍とともに赤眉軍を挟撃することを提案したが、はやる鄧禹はこれを拒んだ。馮異・鄧禹の軍は赤眉に大敗を喫したが、馮異は兵数万を呼び戻して再戦し、大勝して赤眉軍の八万を降伏させた。さらに延岑ら諸軍閥を撃ち降兵八千を得、延岑を武関から南陽に敗走させて関中を平定した。
建武4年（28年）、蜀の公孫述の兵数万が関中に侵入してきたが、馮異はこれを迎撃して破った。その後も公孫述はしばしば関中を攻めたが、馮異はこれをことごとく打ち破った。建武6年（30年）、天水の軍閥の隗囂が、公孫述に侵攻しようとする漢軍と交渉決裂し、結果、劉秀に反した。馮異は隗囂の部将を破って北地郡の豪族を降した。また、北地太守を兼任することとなった。さらに天水の北東に拠る青山胡一万余を受降し、安定郡の盧芳・匈奴の薁鞬日逐王の軍を破った。上郡・安定郡を降し、安定太守をも兼ねた。
建武9年（33年）、祭遵が没したため、征虜将軍を兼任して祭遵の部隊を率いた。天水太守も兼任し、隗純（隗囂の遺子）を援護する公孫述の部将の趙匡らを攻めること1年、これを討った。さらに隗純を攻めるが勝てず、諸将は帰還して兵を休めることを進言したが馮異は容れず、常に先鋒を務めた。建武10年（34年）夏、隗純を攻める軍中で病没し、節侯と諡された。

## 人柄・逸話
- 読書を好み、『左氏春秋』『孫子兵法』に通じていた。謙虚で功を誇らず、諸将の車に出会うと避けて道を譲った。進退は常識にかない、軍紀の正しいことで知られていた。
- 諸将が戦功とその褒賞を論議する際にはこれに加わらず、ひとり大樹の下に離れた。士卒は彼を「大樹将軍」と呼び、王郎を破った後の兵の再編成では士卒はみな「大樹将軍に属したい」と言った。
- 劉秀が兄の劉縯を劉玄に殺され、ひそかに悲嘆に暮れているのを慰めたが、却って咎められたことがある。実は劉秀は劉玄から警戒されていたため、兄の死を悼むことにつき隠忍せざるを得なかったのである。
- 劉秀即位の直前、呼び寄せられた馮異は以下のように述べた。

「更始の三王 が叛き、更始は破れました。天下に主なく、漢朝の存亡は大王に掛かっております。宜しく衆議に従い、上は社稷のため、下は万民のために即位なさるべきです」
劉秀は「私は昨夜、赤龍に乗り天に昇る夢を見た。目覚めると動悸がした」と言った。
馮異は「それは天命が大王の精神に働きかけて夢に顕われたのです。動悸は大王の慎重なお人柄によるものです」と応じた。
- 馮異は中央を離れて遠征軍を指揮し続けることで、朝廷での自らの地位が危うくなることに不安をおぼえた。帷幕で務めたいと光武帝に申し出たが、許されなかった。後に「馮異は関中で専制を行い、威権至って重く、民衆は心を寄せ、『咸陽王』と号しています」と章を奉る者があった。その勢力が劉秀を凌ぐことを危惧されていたのである。この書を光武帝が馮異に送った所、馮異は、明主は知られる筈ですと上書して詫び、光武帝は「将軍の国家におけるや、義は君臣ではあるが、恩は父子の如し。将軍に何の嫌疑やおそれを抱くことがあろうか」と応じた。
- 劉秀が王郎の懸賞首として手配され、厳寒の河北で逃避行を続けていた頃、馮異が豆粥や麦飯などを供し、薪を運んだことがあった。劉秀は即位の後、戦地から入朝していた馮異に「豆粥・麦飯の厚意に久しく報いていなかった」と詔して財物を下賜した。馮異は桓公・管仲の故事を引いて「河北での難事をお忘れなく。臣も潁川でお許し頂いたご恩を忘れません」と応じた。河北での逃避行から6年を経た建武6年のことである。

## 関連記事
- 新末後漢初